# Map of the Soul: 7
| Совокупная оценка    | Совокупная оценка |
| Источник             | Оценка            |
| -------------------- | ----------------- |
| AnyDecentMusic?      | 7.6/10            |
| Metacritic           | 82/100            |
| Оценки критиков      |                   |
| Источник             | Оценка            |
| AllMusic             | [ 4 ]             |
| Clash                | 8/10              |
| Consequence of Sound | B+                |
| Exclaim!             | 8/10              |
| The Independent      | [ 8 ]             |
| The Line of Best Fit | 10/10             |
| NME                  | [ 10 ]            |
| Pitchfork            | 6.3/10            |
| Rolling Stone        | [ 12 ]            |
| Variety              | 9.2/10            |

Map of the Soul: 7 — седьмой студийный альбом южнокорейского бой-бэнда BTS. Альбом был выпущен 21 февраля 2020 года лейблом Big Hit Entertainment. Альбом является продолжением альбома Map of the Soul: Persona, выпущенного в 2019 году.

## Предыстория и продвижение
Альбом был анонсирован группой 7 января 2020 года. 9 января группа выпустила официальный «камбэк трейлер» для своего альбома под названием «Interlude: Shadow», который был исполнен участником Suga. Расписание камбэка «Map of the Soul: 7» был выпущен 8 января, разделенное на четыре этапа. Он включал в себя несколько дат, в том числе даты выпуска альбомов двух синглов, а именно «Black Swan» и «On».

## Коммерческий успех
По данным Dreamus, дистрибьютера диска Map of the Soul: 7, за первые шесть дней было подано 3,42 млн предзаказов, что побило рекорд группы с их альбомом Map of the Soul: Persona’s, когда было 2,68 млн предзаказов. 6 февраля журнал Forbes сообщил, что в мире было подано 4 млн предзаказов. К 18 февраля было собрано 4,02 млн предзаказов.
В Южной Корее альбом дебютировал на первом месте в хит-параде Gaon Album Chart, став для BTS их 13-м чарттоппером в карьере. За первые 6 часов было продано более 2,65 млн копий, а за неделю более 3,37 млн копий, что стало рекордном первой недели продаж за всю историю чарта Hanteo Chart и побило их собственный рекорд в 2,13 млн копий альбома Map of the Soul: Persona. За девять дней релиза было продано 4,1 млн копий Map of the Soul: 7, что стало рекордом продаж для любого альбмоа за месяц или за один год в истории Gaon Album Chart’s, превысив показатели Map of the Soul: Persona. Он также стал первым корейским альбомом с продажами более 4 млн копий в истории Gaon Chart. В апреле он был сертифицирован как «Quadruple Million» в истории Gaon Chart’s, сделав BTS первыми исполнителями с таки достижением. Вслед за успехом Map of the Soul: 7 и сама группа BTS стала самой успешной группой Южной Кореи за все времена, с суммарным тиражом 20,32 млн копий всех их альбомов.
Альбом дебютировал на первом месте американского хит-парада Billboard 200 с тиражом 422,000 альбомных эквивалентных единиц, включая 347,000 продаж альбома. Это четвёртый чарттоппер группы BTS в США с лучшим показателем продаж для группы в одну неделю.

## Трек-лист
| №                   | Название | Автор(ы) | Продюсер(ы)                | Длительность |
| ------------------- | --- | --- | -------------------------- | ------------ |
| 1.                  | «Intro: Persona» (в исполнении RM)                                                                                | Hiss Noise RM Pdogg | Hiss Noise                 | 2:54         |
| 2.                  | «Boy with Luv» (작은 것들을 위한 시; Jageun geotdeureul wihan si ("A Poem for Small Things") (при участии Hаlsey) | Pdogg RM Melanie Joy Fontana Michel "Lindgren" Schulz "Hitman" Bang Suga Emily Weisband J-Hope Ashley Frangipane                                                                                       | Pdogg                      | 3:49         |
| 3.                  | «Make It Right»                                                                                                   | Fred Gibson Эд Ширан Benjy Gibson Jo Hill RM Suga J-Hope | F. Gibson                  | 3:42         |
| 4.                  | «Jamais Vu» (в исполнении Jin, J-Hope и Чон Чонгук)                                                               | Marcus McCoan Owen Roberts Matty Thomson Max Lynedoch Graham Reynolds Camilla Anne Stewart RM J-Hope "Hitman" Bang                                                                                     | Arcades Bad Milk M. McCoan | 3:46         |
| 5.                  | «Dionysus» | Pdogg J-Hope Supreme Boi RM Suga Roman Campolo | Pdogg                      | 4:08         |
| 6.                  | «Interlude: Shadow» (в исполнении Suga)                                                                           | Suga El Capitxn Ghstloop Pdogg RM | Suga El Capitxn Ghstloop   | 4:20         |
| 7.                  | «Black Swan» | Pdogg RM August Rigo Vince Nantes Clyde Kelly | Pdogg                      | 3:18         |
| 8.                  | «Filter» (в исполнении Чимин)                                                                                     | Tom Wiklund Hilda Stenmalm "Hitman" Bang Lee Seu-ran Lutra danke Bobby Jung Ahn Bok-jin Fallin' Dild Neon Boy                                                                                          | Tom Wiklund                | 3:00         |
| 9.                  | «My Time» (시차; Sicha) (в исполнении Jungkook)                                                                   | Sleep Deez RM Jungkook Jayrah Gibson Pdogg Printz Board Richelle Alleyne | Sleep Deez Pdogg           | 3:54         |
| 10.                 | «Louder Than Bombs»                                                                                               | Трой Сиван Allie X Leland Bram Inscore RM Suga J-Hope | Bram Inscore               | 3:37         |
| 11.                 | «On» | Pdogg RM Rigo Fontana Michel Schulz Suga J-Hope Antonina Armato Krysta Youngs Julia Ross | Pdogg                      | 4:06         |
| 12.                 | «Ugh!» (욱; Uk) (в исполнении RM, J-Hope и Suga)                                                                  | Supreme Boi Suga RM Hiss Noise J-Hope Icecream Drum | Supreme Boi                | 3:45         |
| 13.                 | «00:00 (Zero O'Clock)» (в исполнении Jin, V, Jimin и Jungkook)                                                    | Pdogg RM Jessie Lauryn Foutz Antonina Armato | Pdogg                      | 4:10         |
| 14.                 | «Inner Child» (в исполнении V)                                                                                    | Pdogg RM V Ryan Lawrie Max Graham Matthew Thomson Adien Lewis Ellis Miah James F. Reynolds | Arcades                    | 3:53         |
| 15.                 | «Friends» (친구; Chingu) (в исполнении V и Jimin)                                                                 | Pdogg Jimin Supreme Boi Adora Martin Sjølie Stella Jang | Pdogg Jimin                | 3:19         |
| 16.                 | «Moon» (в исполнении Jin)                                                                                         | Slow Rabbit RM Jin Adora DJ Swivel Candace Nicole Sosa Mikael Daniel Caesar Alex Ludwig Lindell | Slow Rabbit                | 3:29         |
| 17.                 | «Respect» (в исполнении RM и Suga)                                                                                | Hiss Noise Suga RM El Capitxn | Hiss Noise Suga El Capitxn | 3:58         |
| 18.                 | «We Are Bulletproof: The Eternal»                                                                                 | DJ Swivel Audien Sunshine (Cazzi Opeia & Ellen Berg) Etta Zelmani RM Will Tanner Gusten Dahlqvist Candace Nicole Sosa Suga J-Hope Elohim Antonina Armato Alexander Magnus Karlsson Alexei Viktorovitch | Audien                     | 4:22         |
| 19.                 | «Outro: Ego» (в исполнении J-Hope)                                                                                | J-Hope Hiss Noise Supreme Boi | Hiss Noise                 | 3:16         |
| 20.                 | «On» (при участии Сиа) (цифровой бонусный трек)                                                                   | Armato Rigo J-Hope Ross Youngs Fontana Schulz Pdogg RM Suga |                            | 4:06         |
| Общая длительность: | Общая длительность:                                                                                               | Общая длительность: | Общая длительность:        | 76:23        |

## Чарты
| Чарт (2020)                         | Высшая позиция |
| ----------------------------------- | -------------- |
| Австралия (ARIA)                    | 1              |
| Австрия (Ö3 Austria)                | 1              |
| Бельгия/Фландрия (Ultratop)         | 1              |
| Бельгия/Валлония (Ultratop)         | 2              |
| Канада (Canadian Albums Chart)      | 1              |
| Чехия (ČNS IFPI)                    | 12             |
| Дания (Hitlisten)                   | 4              |
| Нидерланды (Album Top 100)          | 1              |
| Финляндия (Suomen virallinen lista) | 2              |
| Франция (SNEP)                      | 1              |
| Германия (Offizielle Top 100)       | 1              |
| Ирландия (Irish Albums Chart)       | 1              |
| Италия (FIMI)                       | 3              |
| Япония (Oricon)                     | 1              |
| Япония (Billboard Japan)            | 1              |
| Новая Зеландия (RMNZ)               | 1              |
| Норвегия (VG-lista)                 | 2              |
| Польша (ZPAV)                       | 1              |
| Португалия (AFP)                    | 1              |
| Шотландия (Scottish Albums Chart)   | 1              |
| Южная Корея (Gaon)                  | 1              |
| Испания (PROMUSICAE)                | 1              |
| Швеция (Sverigetopplistan)          | 3              |
| Швейцария (Schweizer Hitparade)     | 1              |
| Великобритания (UK Albums Chart)    | 1              |
| США Billboard 200                   | 1              |
| США (Billboard Independent Albums)  | 1              |
| США (Billboard World Albums)        | 1              |

## Сертификации
| Регион | Сертификация  | Продажи    |
| --- | ------------- | ---------- |
| Франция (SNEP) | Золотой       | 50 000     |
| Япония (RIAJ) | Платиновый    | 250 000^   |
| Польша (ZPAV) | Золотой       | 10 000     |
| Республика Корея (KMCA) | 4× Миллионный | 4 000 000^ |
| Великобритания (BPI) | Серебряный    | 60 000     |
| * Данные о продажах приведены только на основе сертификации. · ^ Данные о тиражах приведены только на основе сертификации. · Данные о продажах + прослушиваниях приведены только на основе сертификации. |               |            |